# 화순 철옹산성
화순 철옹산성(和順 鐵甕山城)은 대한민국 전라남도 화순군 백아면에 있는 산성이다. 2001년 12월 13일 전라남도의 기념물 제195호로 지정되었다.

## 개요
철옹산성은 해발 572.9m의 옹성산의 자연지형을 최대한 이용한 포곡식 산성이다. 산성의 길이는 약 5,400m이다. 성벽은 해발 275∼550m 일대에 분포하고 축조방식은 협축법과 편축법을 사용하였다.
동쪽 성벽은 능선과 암벽을 이용하였는데, 동북쪽 건물지 앞부분과 동문이 있는 곳이 가장 잘 남아 있다. 나머지 부분은 2개의 암봉을 이용하여 성벽이 되도록 하였다. 남쪽 성벽은 산능선과 절벽을 이용하여 가공한 자연석으로 9∼10단으로 쌓았는데 거의 수직으로 축조하였다. 남문지 동쪽에는 거대한 암봉이 있어 천혜의 성벽이 되고 있으며 남문지 서쪽으로는 능선 경사면을 깎아내고 편축하거나 협축하였는데 능선의 굴곡을 따라 성벽이 구불구불하게 이어지고 있다.
서쪽 성벽은 옹성산 정상에서 남북으로 이어지는 매우 가파른 자연지형을 이용하고 있다. 이곳은 절벽으로 형성되어 있어 특별한 성벽시설을 갖추고 있는 것은 아니다. 북쪽 성벽은 예성산 정상부의 평탄한 면에서 동쪽으로 이어지는 능선 사면을 가파르게 깎아내고 10∼15단의 돌을 이용하여 축조하고 있는데 그 높이는 약 3m 이고 폭은 좁은 편이다.
옹성산에서 동쪽으로 내려오면서 편축으로 이어지다가 잘록한 허리가 형성되어 있고 거기서는 다시 동쪽으로 올라가기 시작하는데 이 부분에서는 협축으로 축조하였다. 북벽 중간의 허리부분에서는 사방이 잘 내려다 보이는데 망루로 여겨지는 시설물이 남아 있다. 동북쪽 암봉 사이의 작은 계곡을 따라 성으로 올라가는 길목에 계곡을 차단하는 성벽이 있다. 동북쪽 암봉 사이의 계곡을 막은 일차적인 방어시설이라 할 수 있다.
성 안에는 동문지와 남문지가 있고 건물지 3개소와 우물이 확인된다. 건물지 주변에서 회청색 경질 기와편들과 회청색 경질 토기편 등이 있다.
철옹산성은 동북면과 북면을 경계짓는 지리적 요충지인 독재에 위치하고 있으므로 유사시에 즉시 입성하여 방어나 역습 등의 전술을 수행할 수 있는 지형에 있는 전형적이 산성이다. 또한 내부에 계곡을 포함하여 수량이 풍부하고 활동공간이 넓을 뿐 아니라 외부의 노출도 방지해 줄 수 있는 구조여서 유사시 상당수의 군사와 주민들이 농성할 수 있는 곳이다. 이 성은 5,000m를 넘는 대규모 산성으로서 일부 성벽이 붕괴되었지만 비교적 잘 남아 있어 역사적, 학술적 가치가 크다.

## 참고 자료
- 화순 철옹산성 - 국가유산청 국가유산포털